# Café d'ombre

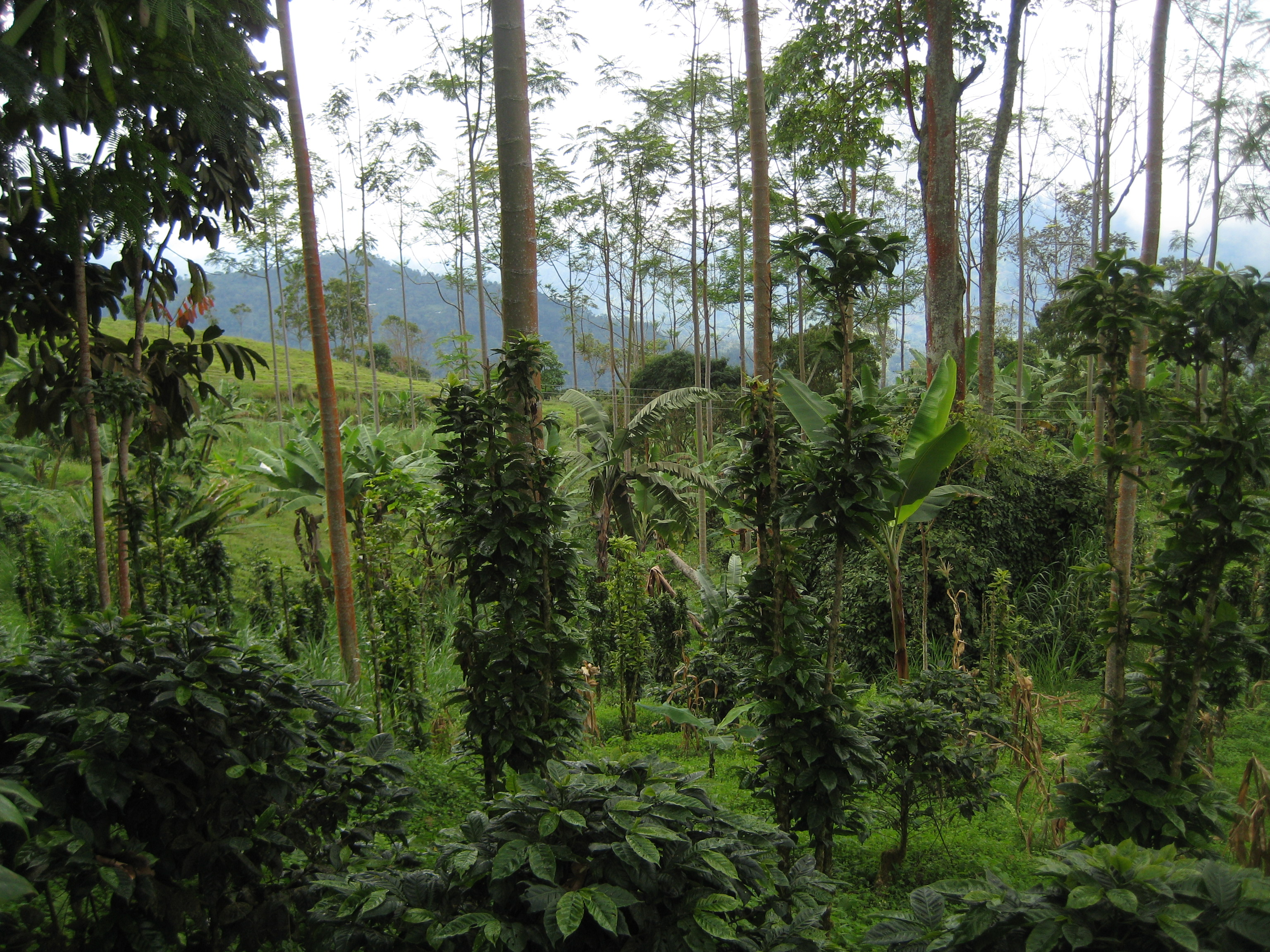
Ferme de café en Colombie, café cultivé à l'ombre.

L'expression « café d'ombre » désigne le café produit à l'aide de caféiers cultivés sous une canopée plutôt que dans de vastes champs exposés au soleil, technique très productive mais nécessitant, pour le maintien d'un haut rendement, le recours à l'irrigation et à l'épandage d'importantes quantités de pesticides et d'engrais polluants. Au contraire,  « les arbres d'ombrage protègent les caféiers contre la pluie et les rayons du soleil, contribuent à la préservation de la qualité du sol, réduisent la quantité de désherbage nécessaire et procurent un habitat à un éventail varié d'espèces sauvages. La matière organique que produisent ces arbres fournit également un paillis naturel qui réduit les besoins en engrais chimiques, prévient l'érosion et apporte d'importants éléments nutritifs au sol. »